# Richardia concinna
Richardia concinna är en tvåvingeart som beskrevs av Wulp 1899. Richardia concinna ingår i släktet Richardia och familjen Richardiidae. Inga underarter finns listade i Catalogue of Life.